# Яцек Стопа
Яцек Стопа (пол. Jacek Stopa; нар. 3 січня 1987, Вроцлав) – польський шахіст, міжнародний гросмейстер від 2015 року.

## Шахова кар'єра
Триразовий чемпіон Польщі серед юніорів: до 12 років (1999, Вісла), до 18 років (2005, Леба) і в 20 років (2006, Сьрода-Великопольська). Крім того, 2005 року здобув у Сьроді-Великопольській бронзову медаль у категорії до 20 років. У 2004 році поділив 1-ше місце (разом з Зігурдсом Ланкою) на гросмейстерському турнірі в Лігниці. Рік по тому переміг (попереду, зокрема, Моніки Соцко, Бартоломея Геберли і Александера Місьти) на турнірі за швейцарською системою в Рибнику, а також досягнув найбільшого успіху в своїй кар'єрі, вигравши в Бельфорі бронзову медаль на чемпіонаті світу серед юніорів до 18 років. 2007 року поділив 2-ге місце (позаду Хуліо Бесерри Ріверо, разом з Джессі Крааєм) на турнірі за швейцарською системою в Коамо. 2009 року досягнув чергові успіхів, двічі розділивши 1-ше місце на відкритих турнірах у Філадельфії (разом з Алексом Лендерманом) та Індіанаполісі (разом з Алексом Лендерманом, Сергієм Кудріним, Олексієм Єрмолінським, Дмитром Гуревичем і Джессі Крааєм). 2014 року поділив 1-ше місце в Ретимно (разом зі Збігнєвом Паклезою і Альберто Давідом) та Кельні (разом з Вадимом Малахатьком) і поділив 2-ге місце в Братто (позаду Збігнєва Паклези, разом з Євгеном Свєшніковим і Альберто Давідом). 2014 року поділив 1-ше місце (разом з Мілошем Перуновичем) у Берліні. У 2015 році переміг на турнірі Khazar International Open у Решті.
Крім хороших результатів у класичній грі, досягнув також значних успіхів у вирішенні шахових задач. У цій дисципліні виграв у 2005 році звання чемпіона Європи серед юніорів, а 2006 року посів 3-тє місце в Європі у категорії юніорів та 6-те місце у світі серед дорослих. Був також членом польської збірної, яка на командному чемпіонаті Європи виборов бронзову медаль. Чергового успіху досягнув у 2007 році, вигравши в Пардубице титул чемпіона Європи серед юніорів.
Найвищий рейтинг Ело в кар'єрі мав станом на 1 березня 2015 року, досягнувши 2544 очок займав тоді 20-те місце серед польських шахістів.

## Зміни рейтингу
| На цьому місці має відображатися графік чи діаграма, однак з технічних причин його відображення наразі вимкнено. Будь ласка, не видаляйте код, який викликає це повідомлення. Розробники вже працюють для того, щоби відновити штатне функціонування цього графіка або діаграми. | |
| | На цьому місці має відображатися графік чи діаграма, однак з технічних причин його відображення наразі вимкнено. Будь ласка, не видаляйте код, який викликає це повідомлення. Розробники вже працюють для того, щоби відновити штатне функціонування цього графіка або діаграми. |